# Grady Booch
Grady Booch (1955) è un informatico statunitense, celebre progettista e metodologo nel campo dell'ingegneria del software object-oriented.
È noto soprattutto per il suo lavoro presso Rational Software e per aver contribuito alla definizione dello Unified Modeling Language insieme a James Rumbaugh e Ivar Jacobson (i "tres amigos"). È stato Chief Scientist di Rational Software (oggi parte dell'IBM) fin dalla sua fondazione nel 1981. Cura una serie di pubblicazioni tecniche per Benjamin/Cummings.

## Biografia
Booch ha contribuito in modo fondamentale ai settori dell'ingegneria del software, dell'architettura software, della modellazione del software e dei design pattern, pubblicando sei libri di successo e diverse centinaia di articoli tecnici (alcuni di questi, pubblicati nei primi anni ottanta furono contributi pionieristici nell'area dell'allora nascente programmazione orientata agli oggetti). Nel 1983 ha pubblicato un testo molto significativo sulla programmazione in Ada. Il suo lavoro di teorizzazione delle metodologie di progettazione object-oriented fu presentato per la prima volta nel 1994 nel libro Object Oriented Analysis and Design, in cui si descriveva quello che in seguito fu chiamato il metodo Booch per lo sviluppo del software. Il metodo divenne estremamente popolare alla fine degli anni novanta, e molti dei concetti sviluppati da Booch in questo contesto divennero in seguito parte integrante del metamodello su cui si fonda UML. Aspetti metodologici derivanti dal metodo Booch sono stati analogamente incorporati nel Rational Unified Process.